# Калхвинед
Королевство Калхвинед (валл. Calchfynydd, англ. Calcwinedd) — раннесредневековое бриттское королевство, располагавшееся на землях современного Мидлендса.

## История
Первоначально эти земли назывались Фенсом. С приходом к власти в этих землях Кинвелина ап Артуиса (его отцом был Артуис ап Мор) государство стало называться Кинвидионом (Cynwidion), а с правления его сына, Кинвида ап Кинвелина, оно стало называться Калхвинедом. Во второй четвери VII века Калхвинед был захвачен саксами Эссекса и англами Мерсии.
В 584 году в битве при Фетан-Леге, согласно Англо-саксонской Хронике, "Кута был убит, а Кевлин захватил много городов и бесчисленную военную добычу, и в гневе он вернулся на свою [территорию]". Битва произошла в лесу Фетеле, что в современном Оксфордшире. Фраза «в гневе он вернулся к своим», вероятно, указывает на то, что эта летопись взята из материала саг, как, возможно, и все ранние летописи Уэссекса. Она также использовалась для утверждения, что, возможно, Кевлин не выиграл битву и что летописец решил не записывать ее результат полностью — король обычно не возвращается домой «в гневе» после взятия «многих городов и бесчисленной военной добычи». Возможно, что верховенство Кевлина над южными бриттами подошло к концу с этой битвой.

## Правители
- Кинвелин ап Артуис (495—510/515)
- Кинвид ап Кинвелин
- Кадрод ап Кинвид (умер в 556 году)
- Испуис Муинтирх (556—581)

## Потомки
Сын Минана, Мор, возможно, уже не был королём Кинвидиона и находился в Уэльсе. Его правнук Мархуд стал Лордом Бринвенигала.